# Doechii

Firma di Doechii

Doechii, pseudonimo di Jaylah Ji'mya Hickmon (Tampa, 14 agosto 1998), è una rapper e cantante statunitense, la prima donna insignita del Grammy Award al miglior album rap negli anni venti col progetto di ribalta Alligator Bites Never Heal (2024).

## Biografia
Doechii, nata e cresciuta a Tampa, ha frequentato l'Howard W. Blake High School. Ha esordito nell'industria musicale pubblicando i suoi primi due mixtape, ovvero Coven Music Session, Vol. 1 (2019) e Oh the Places You'll Go (2020). Due anni dopo ha firmato un contratto con la Capitol e Top Dawg, risultando in quest'ultimo caso essere la prima rapper femminile ad essere stata ingaggiata.
È salita alla ribalta con la hit What It Is (Block Boy) (2023), certificata platino dalla Recording Industry Association of America e candidata per l'MTV Video Music Award alla canzone dell'estate, singolo con cui ha raggiunto la top 30 della Billboard Hot 100. Sempre nello stesso anno è stata premiata come Rising Star ai Billboard Women in Music, si è esibita al festival di Coachella e ha anche fatto il suo esordio come attrice nel film drammatico Earth Mama, diretto da Savanah Leaf.
Tra il 2022 e il 2023 ha ricevuto la nomination per diversi riconoscimenti, tra cui un BET Award, un MTV Europe Music Award e due Soul Train Music Awards.
All'agosto 2024 risale l'uscita del terzo mixtape, intitolato Alligator Bites Never Heal, il primo a classificarsi all'interno della Billboard 200. In seguito all'accoglienza positiva del progetto da parte della critica specializzata, l'artista ha ricevuto tre candidature ai Grammy Awards 2025 nelle categorie di miglior album rap, miglior artista esordiente e miglior interpretazione rap per il singolo apri-pista Nissan Altima; ha quindi vinto il primo riconoscimento, diventando la prima donna a riceverlo da Invasion of Privacy di Cardi B (2019), nonché la terza in assoluto, dopo Lauryn Hill e la stessa Cardi B. In occasione della cerimonia, ha fatto il suo debutto eseguendo un medley di Denial Is a River e Catfish; l'esibizione dell'artista alla suddetta cerimonia di premiazione è stata eletta la migliore della notte da Billboard. È stata anche coinvolta come artista ospite in I'm His, He's Mine di Katy Perry e Balloon di Tyler, the Creator, tratti rispettivamente dai dischi 143 e Chromakopia.
La traccia Denial Is a River ha guadagnato popolarità nel gennaio 2025 subito dopo la pubblicazione del video, venendo mandata alle radio statunitensi e facendo l'ingresso in svariate classifiche nazionali. Subito dopo la vittoria della rapper ai Grammy è stato diffuso il singolo Nosebleeds e circa due settimane più tardi ha conseguito la sua prima top ten nella Official Singles Chart con Denial Is a River.
Nel febbraio 2025, Doechii è apparsa come featuring in ExtraL della sudcoreana Jennie. Il 4 marzo successivo è stata messa in commercio Anxiety; la canzone, originariamente divulgata quattro anni prima esclusivamente tramite il proprio canale YouTube, ha trovato viralità sulle reti sociali in parte grazie a una versione omonima registrata da Sleepy Hallow, il cui ritornello si basa su campionamento della prima e in cui Doechii figura come artista ospite. Tale traccia le ha garantito la sua seconda entrata nella top 20 britannica. Nello stesso mese le è stato assegnato il Billboard Women in Music alla donna dell'anno, e Anxiety si è tramutato in un successo internazionale, toccando il vertice in Australia, Bulgaria, Estonia, Grecia, Lettonia, Nuova Zelanda e Svizzera, e segnando la sua prima top ten nella Hot 100 statunitense. Doechii è stata la donna ad aver ricevuto il maggior numero di candidature all'edizione annuale dei BET Awards (6), un ex aequo con GloRilla; all'evento, è stata premiata come miglior artista hip hop femminile.

## Vita privata
Doechii, dichiaratasi apertamente bisessuale, attualmente risiede a Los Angeles, dopo aver vissuto a New York fino al gennaio 2020 prima dello scoppio della pandemia di COVID-19.
Nel settembre 2024, durante un'intervista con Joe Budden, ha rivelato di essere recentemente diventata sobria dopo aver trascorso un periodo della sua vita segnato dall'alcolismo.

## Discografia

### EP
- 2021 – Bra-Less
- 2022 – She/Her/Black Bitch

### Mixtape
- 2019 – Coven Music Session, Vol. 1
- 2020 – Oh the Places You'll Go
- 2024 – Alligator Bites Never Heal

### Singoli
- 2018 – Girls
- 2019 – Spookie Coochie
- 2020 – Yucky Blucky Fruitcake
- 2020 – What's Your Name?
- 2022 – Persuasive
- 2022 – Crazy
- 2022 – Bitch I'm Nice
- 2022 – Persuasive (con SZA)
- 2022 – Stressed
- 2023 – What It Is (Block Boy) (solo o feat. Kodak Black)
- 2023 – Universal Swamp Anthem
- 2023 – Booty Drop
- 2023 – Pacer
- 2024 – Alter Ego (con JT)
- 2024 – MPH
- 2024 – Rocket
- 2024 – Nissan Altima
- 2024 – Boom Bap
- 2025 – Denial Is a River
- 2025 – Nosebleeds
- 2025 – Anxiety

### Collaborazioni
- 2024 – I'm His, He's Mine (Katy Perry feat. Doechii)
- 2024 – I Hate Your Ex-Girlfriend (Banks feat. Doechii)
- 2025 – ExtraL (Jennie feat. Doechii)
- 2025 – Timeless Remix (The Weeknd e Playboi Carti feat. Doechii)

## Tournée
- 2024 – Alligator Bites Never Heal Tour

Artista d'apertura
- 2023 – The Scarlet Tour di Doja Cat

## Filmografia
- Earth Mama, regia di Savanah Leaf (2023) – Trina

## Riconoscimenti
- American Music Awards
  - 2025 – Canzone dei social dell'anno per Anxiety[44]
  - 2025 – Candidatura all'Artista hip hop femminile preferita[44]

- BET Awards
  - 2025 – Miglior artista hip hop femminile[40]
  - 2025 – Candidatura all'Album dell'anno per Alligator Bites Never Heal[39]
  - 2025 – Candidatura alla Miglior collaborazione per Alter Ego[39]
  - 2025 – Candidatura al Video dell'anno per Denial Is a River[39]
  - 2025 – Candidatura al Viewer's Choice Award per Denial Is a River[39]
  - 2025 – Candidatura al BET Her per Bloom[39]

- Billboard Women in Music
  - 2023 – Star in ascesa[9]
  - 2025 – Donna dell'anno[31]

- Fonogram Awards
  - 2025 – Album o registrazione internazionale dell'anno – rap/hip hop per Alligator Bites Never Heal[45]

- Grammy Awards
  - 2025 – Miglior album rap per Alligator Bites Never Heal[17]
  - 2025 – Candidatura al Miglior artista esordiente[17]
  - 2025 – Candidatura alla Miglior interpretazione rap per Nissan Altima[17]

- Kids' Choice Awards
  - 2025 – Candidatura all'Artista rivelazione femminile preferita[46]

- MTV Video Music Awards
  - 2025 – Candidatura alla Canzone dell'anno per Anxiety[47]
  - 2025 – Candidatura al Video con un messaggio sociale per Anxiety[47]
  - 2025 – Candidatura al Miglior video hip-hop per Anxiety[47]
  - 2025 – Candidatura alla Miglior coreografia per Anxiety[47]

- NAACP Image Awards
  - 2025 – Miglior artista esordiente[48]
  - 2025 – Candidatura al Miglior album per Alligator Bites Never Heal[49]
  - 2025 – Candidatura alla Miglior artista femminile[49]
  - 2025 – Candidatura al Miglior video musicale per Alter Ego (Alternate Version)[49]